# Dania Prince
Pour les articles homonymes, voir Prince.
Dania Patricia Prince Méndez, née en 1980 à Choluteca, est un mannequin hondurien ayant été couronné Miss Honduras 1998, Miss Amérique latine 2000 et Miss Terre 2003.